# Gamasiphis brevigenitalis
Gamasiphis brevigenitalis är en spindeldjursart som beskrevs av Wolfgang Karg 1993. Gamasiphis brevigenitalis ingår i släktet Gamasiphis och familjen Ologamasidae. Inga underarter finns listade i Catalogue of Life.